# Скуби-Ду и призрак ведьмы
«Скуби Ду и призрак ведьмы» (англ. Scooby-Doo & The Witch’s Ghost) — американский анимационный фильм студии «Hanna Barbera» из франшизы «Скуби-Ду». Премьера мультфильма состоялась 5 октября 1999 года.
В этом фильме актёр озвучивания и радиоведущий Скотт Иннес впервые озвучил Шэгги, поскольку Билли Уэсту (который озвучивал Шэгги в мультфильме «Скуби-Ду на острове мертвецов») нужно было время для озвучивания в мультсериале «Футурама». Это также был последний фильм с участием Мэри Кей Бергман, выпущенный при её жизни.

## Сюжет
Когда компания друзей: Скуби-Ду, Шэгги, Велма, Дафна и Фред знакомится со знаменитым автором романов ужасов Беном Рэйвенкрофтом, он приглашает их в свой родной городок на осенний Праздник урожая. Всё оборачивается загадочным приключением: в городке появляется привидение одного из предков Бена — знаменитой ведьмы Сары Рэйвенкрофт. Для привлечения туристов рядом с городком воссоздано пуританское поселение Новой Англии так, как это было в 17 веке. Также проводятся концерты местной группы «Ведьмы» — девушки называют себя эко-готы. Ночью друзья сталкиваются с привидением и начинают расследование. Выясняется, что призрак поддельный, и что это постановка Мэра для привлечения туристов. Бен рассказывает друзьям, что давно ищет дневник Сары Рэйвенкрофт для восстановления её доброго имени. С помощью Скуби-Ду удаётся найти сундучок, но там оказывается колдовская книга, в которую заключён дух Сары. Бен хочет освободить Сару и получить от неё колдовскую силу. Он читает заклинание из книги, и дух ведьмы вырывается на свободу. Но Сара не хочет с ним делиться и начинает сжигать всё вокруг. Друзьям приходится приложить все силы и знания, чтобы победить ведьму и загнать её дух обратно в книгу. Велма вовремя сообразила, что читать заклинание из книги должна местная девушка, солистка группы «Ведьмы» и потомок другой местной ведьмы, жившей в 17 веке. Заклинание сработало, книга втянула в себя дух Сары и захлопнулась, а затем сгорела в пожаре. На завтра концерт группы «Ведьмы» прошёл с большим успехом.

## Роли озвучивали
| Актёр            | Персонаж                 |
| ---------------- | ------------------------ |
| Скотт Иннес      | Скуби-Ду / Шэгги Роджерс |
| Фрэнк Уэлкер     | Фред Джонс               |
| Мэри Кей Бергман | Дафна Блейк              |
| Б.Дж. Уорд       | Велма Динкли             |
| Тим Карри        | Бен Рейвенкрофт          |
| Кимберли Брукс   | Луна                     |
| Дженнифер Хейл   | Торн                     |
| Джейн Уидлин     | Даск                     |
| Тресс Макнилл    | Сара Рейвенкрофт         |